# Ângelo Martins
Pour les articles homonymes, voir Martins.
Ângelo Gaspar Martins Pereira, plus communément appelé Ângelo, est un footballeur portugais né le 19 avril 1930 à Porto et mort le 11 octobre 2020. Il évoluait au poste d'arrière gauche.

## Biographie

### En club
Ângelo Martins passe l'intégralité de sa carrière professionnelle au Benfica Lisbonne, club où il évolue pendant 13 saisons, de 1952 à 1965.
Avec le club lisboète, il remporte la Ligue des champions en 1961 et 1962. En 1961, le club lisboète s'impose 3-2 face au FC Barcelone. En 1962, le Benfica s'impose 5-3 face à un autre club espagnol : le Real Madrid.
Ângelo Martins dispute également avec le club lisboète la Coupe intercontinentale 1962. Il ne joue cependant que le match aller, perdu 3-2 face au club brésilien de Santos.
Son palmarès national à Benfica est constitué de sept titres de champion du Portugal et de cinq Coupes du Portugal. Au total, avec Benfica, il dispute 213 matchs en Primeira Divisão, inscrivant deux buts dans ce championnat.

### En équipe nationale
Ângelo Martins reçoit 20 sélections en équipe du Portugal. Il n'inscrit pas de but en équipe nationale. Il ne participe à aucune phase finale de compétition internationale avec le Portugal.
Il reçoit sa première sélection le 27 septembre 1953, lors d'une lourde défaite face à l'Autriche (9-1) dans le cadre des éliminatoires de la Coupe du monde 1954. Sa dernière sélection a lieu le 16 décembre 1962, lors d'une victoire face à la Bulgarie comptant pour les éliminatoires de l'Euro 1964.
Ses 20 sélections en équipe nationale se décomposent de la façon suivante : 11 rencontres amicales, 5 lors des éliminatoires de l'Euro (Championnat d'Europe 1960 et 1964), et enfin 4 comptant pour les tours préliminaires de la Coupe du monde (Mondial 1954, 1958 et 1962).

## Carrière
- 1952-1965 :  Benfica Lisbonne

## Palmarès
Avec le Benfica Lisbonne :
- Vainqueur de la Ligue des champions en 1961 et 1962
- Finaliste de la Coupe intercontinentale en 1962
- Champion du Portugal en 1955, 1957, 1960, 1961, 1963, 1964 et 1965
- Vainqueur de la Coupe du Portugal en 1953, 1955, 1957, 1962 et 1964
- Finaliste de la Coupe du Portugal en 1958 et 1965